# A jövő hírnöke (regény)
A jövő hírnöke (angolul The Postman) David Brin tudományos-fantasztikus regénye. A regény első két része eredetileg nem könyv formájában jelent meg, hanem két különálló novellaként az Asimov’s Science Fiction magazin 1982 novemberi és 1984 márciusi számában, The Postman, illetve Cyclops címmel. A teljes regény először 1985 novemberében jelent meg a Bantam kiadásában. Magyar nyelven Mohácsi Enikő fordításában jelent meg 1998-ban a Szukits Könyvkiadónál.
1986-ban elnyerte a Locus SF-díjat regény kategóriában, illetve a Campbell-díjat. Emellett jelölést kapott 1985-ben Nebula-díjra, illetve 1986-ban Hugo-díjra.
Kevin Costner rendezésben és főszereplésével 1997-ben film is készült a regényből.

## Tartalom
|  | Alább a cselekmény részletei következnek! |

|  | Itt a vége a cselekmény részletezésének! |

## Megjelenések

### angol nyelven
1. The Postman, Bantam, hc, 1985. november[2][4]
2. The Postman, Bantam, pb, 1986. november[4]
3. The Postman, Bantam, 1997. december[4]

### magyarul
1. A jövő hírnöke; ford. Mohácsi Enikő; Szukits, Szeged, 1998